# إشتفان جيورجي
إشتفان جيورجي (بالمجرية: György István) هو سياسي مجري، ولد في 31 أكتوبر 1959 في بودابست في المجر. حزبياً، نشط في فيدس – الاتحاد المدني المجري. وقد انتخب عضو الجمعية الوطنية المجرية.